# 久留島通簡
久留島 通簡（くるしま みちひろ、旧字で通𥳑、安政6年10月14日（1859年11月18日） - 大正8年（1919年）10月21日）は、豊後国森藩の第12代（最後の）藩主久留島通靖の弟で、華族、貴族院議員。子爵。妹に千勢子（伊東祐麿室）。室は中山信徴の娘で、継室は中山信徴の次女銚子。子に久留島徴一（長男、廃嫡）、久留島健三郎（三男）。
第11代藩主・久留島通胤の次男として生まれる。明治12年（1879年）3月、兄通靖の死去により家督を継いだ。同年12月に従五位となり、明治17年（1884年）7月8日に子爵を叙爵。明治23年（1890年）7月10日、貴族院議員に当選する。以後、亡くなるまで連続して当選した。

## 栄典
- 1914年（大正3年）6月18日 - 勲三等瑞宝章[5]